# Рио Гранди Сити (Тексас)
Рио Гранди Сити (енгл. Rio Grande City) град је у америчкој савезној држави Тексас. По попису становништва из 2010. у њему је живело 13.834 становника.

## Демографија
Према попису становништва из 2010. у граду је живело 13.834 становника, што је 1.911 (16,0%) становника више него 2000. године.
| Група             | 2000.          | 2010.          |
| Белци             | 317 (2,7%)     | 653 (4,7%)     |
| Афроамериканци    | 36 (0,3%)      | 28 (0,2%)      |
| Азијати           | 132 (1,1%)     | 108 (0,8%)     |
| Хиспаноамериканци | 11.433 (95,9%) | 13.044 (94,3%) |
| Укупно            | 11.923         | 13.834         |